# زيلبور ذنبي
زيلبور ذنبي (الاسم العلمي:Xyleborus caudatus) هو نوع من الحشرات يتبع جنس الزيلبور من فصيلة السوسية الحقيقية.